# Melaleuca
Melaleuca és un gènere de plantes en la família de les mirtàcies que inclou 236 espècies. D'aquestes unes 230 espècies són endèmiques d'Austràlia, les poques espècies restants es reparteixen per Indonèsia, Papua Nova Guinea, Nova Caledònia i fins i tot a Malàisia.